# 28-XX
Classificazione delle ricerche matematiche: sezioni di livello 1

00-XX 01 03 05 06 08 | 11 12 13 14 15 16 17 18 19 20 22 | 26 28 30 31 32 33 34 35 37 39 40 41 42 43 44 45 46 47 49 | 
 51 52 53 54 55 57 58 | 60 62 65 68 | 70 74 76 78 | 80 81 82 83 85 86 | 90 91 92 93 94 97-XX
28-XX è la sigla della sezione primaria dello schema di classificazione MSC dedicata alla teoria della misura e alla integrazione.
La pagina attuale presenta la struttura ad albero delle sue sottosezioni secondarie e terziarie.

## 28-XX
misura ed integrazione
{per l'analisi sulle varietà, vedi 58-XX}
- 28-00 opere di riferimento generale (manuali, dizionari, bibliografie ecc.)
- 28-01 esposizione didattica (libri di testo, articoli tutoriali ecc.)
- 28-02 presentazione di ricerche (monografie, articoli di rassegna)
- 28-03 opere storiche {!va assegnato almeno un altro numero di classificazione della sezione 01-XX}
- 28-04 calcolo automatico esplicito e programmi (non teoria della computazione o della programmazione)
- 28-06 atti, conferenze, collezioni ecc.

## 28Axx
teoria classica della misura
- 28A05 classi di insiemi (campi di Borel, σ-anelli ecc.), insiemi misurabili, insiemi di Suslin, insiemi analitici [vedi anche 03E15, 26A21, 54H05]
- 28A10 funzioni definite su insiemi ed a valori reali o complessi
- 28A12 contenuti, misure, misure esterne, capacità
- 28A15 teoria astratta della differenziazione, differenziazione di funzioni definite su insiemi [vedi anche 26A24]
- 28A20 funzioni misurabili e non misurabili, sequenze di funzioni misurabili, modi di convergenza
- 28A25 integrazione rispetto a misure e ad altre funzioni definite su insiemi
- 28A33 spazi di misure, convergenza di misure [vedi anche 46E27, 60Bxx]
- 28A35 misure ed integrali in spazi prodotto
- 28A50 integrazione e disintegrazione delle misure
- 28A51 teoria del lifting?sollevamento [vedi anche 46G15]
- 28A60 misure sugli anelli Booleani, algebre di misure [vedi anche 54H10]
- 28A75 lunghezza, area, volume, altra teoria geometrica della misura [vedi anche 26B15, 49Q15]
- 28A78 misure di Hausdorff e di impaccamento
- 28A80 frattali [vedi anche 37Fxx]
- 28A99 argomenti diversi dai precedenti, ma in questa sezione

## 28Bxx
funzioni definite su insiemi, misure ed integrali con valori in spazi astratti
- 28B05 funzioni definite su insiemi, misure ed integrali a valori vettoriali [vedi anche 46G10]
- 28B10 funzioni definite su insiemi, misure ed integrali con valori in gruppi o in semigruppi
- 28B15 funzioni definite su insiemi, misure ed integrali con valori in spazi ordinati
- 28B20 funzioni definite su insiemi e misure aventi insiemi come valori; integrazione di funzioni aventi insiemi come valori; selezioni misurabili [vedi anche 26E25], 54C60, 54C65, 91B14
- 28B99 argomenti diversi dai precedenti, ma in questa sezione

## 28Cxx
funzioni definite su insiemi e misure su spazi con strutture addizionali
[vedi anche 46G12, 58C35, 58D20]
- 28C05 teoria dell'integrazione mediante funzionali lineari (misure di Radon, integrali di Daniell ecc.), funzioni rappresentanti insiemi e misure
- 28C10 funzioni definite su insiemi e misure sui gruppi topologici, misure di Haar, misure invarianti [vedi anche 22Axx, 43A05]
- 28C15 funzioni definite su insiemi e misure sugli spazi topologici (regolarità delle misure ecc.)
- 28C20 funzioni definite su insiemi e misure ed integrali in spazi di dimensione infinita (misura di Wiener, misura gaussiana ecc.) [vedi anche 46G12, 58C35, 58D20, 60B11]
- 28C99 argomenti diversi dai precedenti, ma in questa sezione

## 28Dxx
teoria ergodica basata sulla teoria della misura
[vedi anche 11K50, 11K55, 22D40, 47A35, 54H20, 37Axx, 60Fxx, 60G10]
- 28D05 trasformazioni che conservano la misura
- 28D10 famiglie di trasformazioni che conservano la misura rette da un parametro continuo
- 28D15 gruppi generali di trasformazioni che conservano la misura
- 28D20 entropia ed altri invarianti
- 28D99 argomenti diversi dai precedenti, ma in questa sezione

## 28Exx
argomenti vari in teoria della misura
- 28E05 teoria non standard della misura [vedi anche 03H05, 26E35]
- 28E10 teoria della misura sfumata [vedi anche 03E72, 26E50, 94D05]
- 28E15 altre connessioni con logica e teoria degli insiemi
- 28E99 argomenti diversi dai precedenti, ma in questa sezione